# Zoológico de Paraguaná
El Zoológico Paraguaná, antes llamado Parque Botánico y Zoológico Gustavo Rivera (o Parque Zoológico y ambiental Gustavo Rivera), es una institución ambiental y zoológico privado sin fines de lucro que funciona como refugio de animales, centro de conservación ex situ, reservorio y albergue de fauna silvestre venezolana. Que se encuentra ubicado en la península de Paraguaná del estado Falcón, en Venezuela, más específicamente en la comunidad cardón de la ciudad de Punto fijo. 
Fundado por el matrimonio:Agustin y Marisabel Santana, abrió sus puertas al público el 5 de junio de 1985, siendo en sus inicios una institución apadrinada por la extinta corporación: Maraven ,S.A. y por la Shell plc. Posee una extensión de aproximadamente 6 hectáreas o 0,06 kilómetros cuadrados, dedicado principalmente a la conservación de fauna venezolana, con algunas excepciones. Se dio conocer a nivel internacional por sus programas de reproducción de especies amenazadas, siendo el primer zoológico de Venezuela en lograr la reproducción del Oso frontino (Tremarctos ornatus) gracias al desarrollo de su Programa de reproducción y preservación del Oso Frontino, la Guacamaya verde (Ara militaris) y  el Venado matacan candelilla (Mazama bricenii). Así mismo logró la reproducción del Mono araña del norte (Ateles hybridus) y el Mono tití cabeza de algodón (Saguinus oedipus), que pertenecen a la lista de los 25 primates más amenazados del planeta.

## Historia

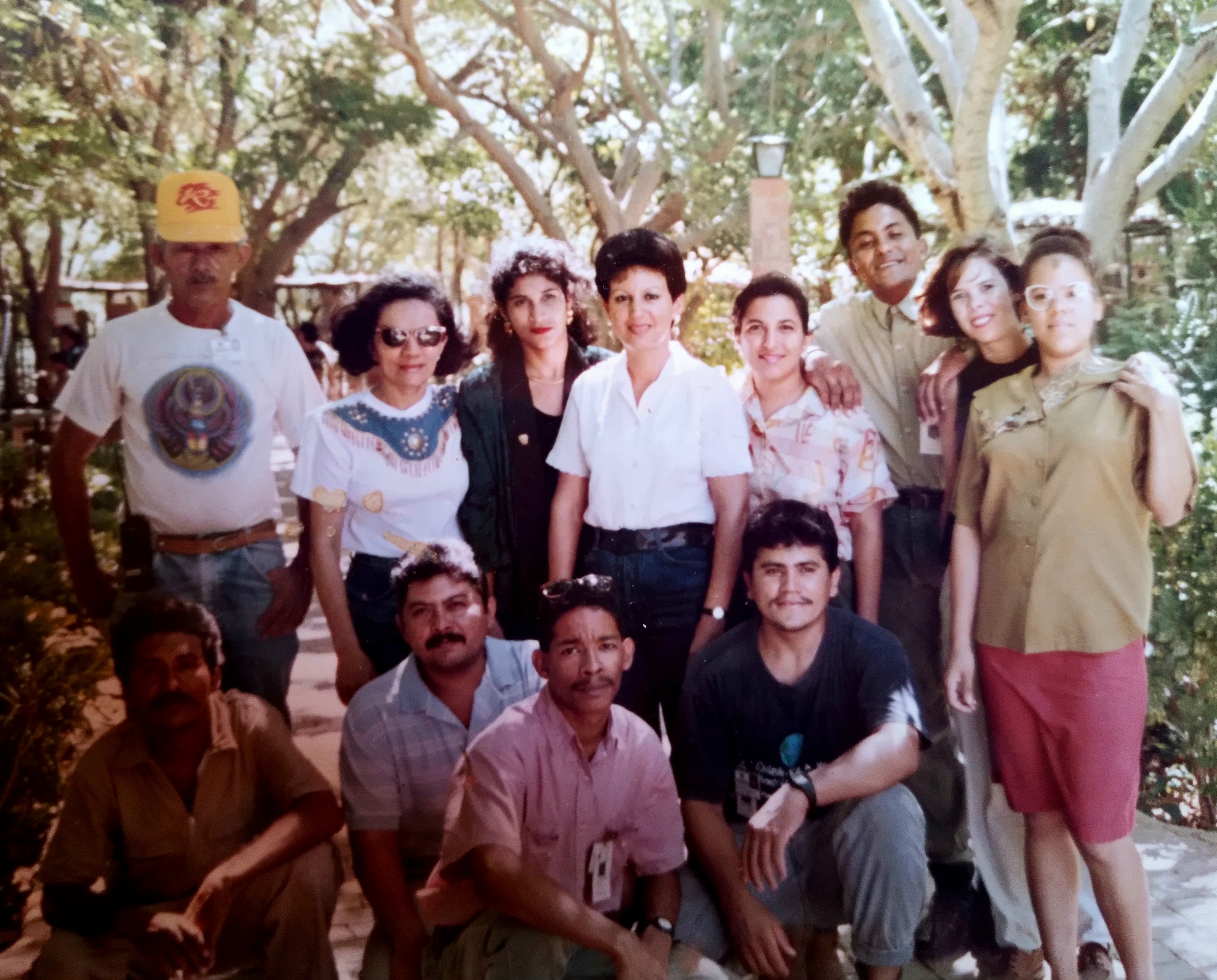
Equipo del Zoológico Gustavo Rivera (Hoy Zoológico de Paraguana)

Inicialmente se buscaba la creación de otro espacio recreativo para la comunidad cardón de Punto fijo, contando con una laguna y áreas verdes. Sin embargo poco a poco fueron llegando animales donados, y es allí cuando la administración decide el propósito del parque, convirtiéndose en un zoológico especializado en fauna silvestre venezolana, abriendo sus puertas el 5 de junio de 1985 como el Parque Botánico y zoológico Gustavo Rivera, llevando el nombre de uno de sus creadores quien además diseño los planos de las edificaciones y exhibiciónes del parque, en un principio el parque también servía de jardín botánico con especies de plantas venezolanas. Posteriormente el nombre se cambió simplemente a Zoológico Gustavo Rivera y luego a Zoológico Paraguaná, este nombre no se debe a la península donde se encuentra sino que es en honor al nombre de la osa frontina Paraguaná, que fue el primer ejemplar de esta especie nacida en la institución y por tanto siendo el primer registro de este tipo en Venezuela y Sudamérica.
A lo largo de más de 35 años, esta institución a desarrollado multilples programas de conservación, actualmente el zoológico es una organización sin fines de lucro, que funciona como refugio animal y albergue de animales de fauna silvestre rescatados y que tienen alguna condición que les impide ser devueltos a la naturaleza, así como se desempeña como una institución que promueve la educación ambiental, la conservación y el reciclaje.

## Programas de conservación y relevancia científica
Programa de reproducción y preservación del Oso Frontino (Tremarctos ornatus)
El programa dio su inició oficial el 9 de agosto de 1990, bajo la dirección del matrimonio:Marisabel Santana y Agustín Santana junto a la médico veterinario: Eddy Marín, con la llegada del ejemplar macho llamado Pacheco, un oso frontino de siete años de edad que era mascota en un hacienda del estado Zulia y el cual se encontraba con la condición de ceguera. El 5 de mayo de 1991 llega la ejemplar hembra llamada Goggles nacida en el Zoológico de Calgary en Canadá, pero donada a Paraguaná desde el Chicago Lincoln Park Zoological Gardens de Estados Unidos.
A finales de septiembre de 1992, Marín y los Santana serían autorizados para el rescate de un osezno macho de aproximadamente 3 meses de edad, durante los sucesos de la inundación de un tramo de la represa Uribante-Caparo en el estado Táchira. El ejemplar llegaría a Paraguaná el 4 de octubre de 1992; no fue hasta el 5 de octubre de 1995 cuando Goggles parió al primer Oso frontino nacido en cautiverio en la historia de Venezuela, una osezna que fue bautizada como "Paraguaná", siendo esto un gran avance en la investigación y la educación para la preservación de esta especie.
El 20 de noviembre de 1997, nacerian los gemelos oseznos, un macho y una hembra, llamados Coro y Judibana respectivamente,  Judibana sería enviada al Parque Zoológico y Botánico Bararida en Lara donde formó parte de un programa de reproducción y fue rebautizada como "Chiquinquirá", mientras que el oso coro sería enviado al Zoológico Parque Sur en el Zulia, este falleció en el 2001. Los osos Manuel y Paraguaná, también tendrían como descendencia a los osos: Blanquita, Barunu y Bariqui, este último se encuentra en el Parque Zoológico Chorros de Milla en Mérida; El 6 de enero de 2023 fallecía a sus 31 años el Oso Manuel de Uribante dando como final al programa en Paraguaná y que concreto las bases para la conservación de esta especie en Venezuela.
Programa de reproducción de la Guacamaya Verde (Ara militaris)
La Guacamaya Verde (Ara militaris) es un ave de color predominantemente verde. La parte posterior del cuello, la parte posterior trasera y las plumas de la cola superior son de color azul. Que habita de distribución muy aislada en Venezuela y amenazada por el tráfico ilegal. El Zoológico Gustavo Rivera fue el primero en Venezuela en lograr con éxito la reproducción de esta especie así como para marcar pauta en la diferenciación de sexos y comportamientos de la especie.
Otros programas de reproducción
- Puma (Puma concolor)
- Danta (Tapirus terrestris)
- Mono araña del norte (Ateles hybridus)
- Pauji copete de piedra (Pauxi pauxi)
- Venado matacán candelilla (Mazama bricenii)
- Mono tití cabeza de algodón (Saguinus oedipus)
- Caimán de la costa (Crocodylus acutus)

## Partes del zoológico

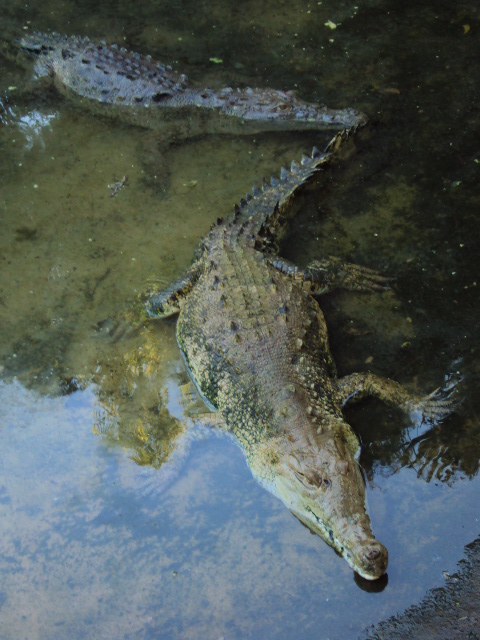
Especímenes de cocodrilo americano (Crocodylus acutus) en el zoológico.

- Redoma de osos: Exhibición dedicada al Programa de reproducción y preservación del Oso Frontino
- Guacamayera: Exhibiciones de loros y guacamayas de Venezuela
- Laguna: Exhibición de tortugas semiacuticas y peces
- Caimanera: Exhibición de los cocodrilos y caimanes
- Línea de Mamíferos: Exhibiciones de Mamíferos
- Línea de Cracidos: Exhibiciones de pavas, guacharacas y pajuies
- Línea de Tucanes: Exhibiciones de la colección de tucanes venezolanos
- Línea de desdentados: Exhibiciones de osos hormigueros, perezas y cachicamos.
- Línea de aves rapaces: Exhibiciones de búhos, gavilanes, buitres y halcones.
- Área de Mamíferos carnívoros: Exhibiciones de Mamíferos carnívoros como felinos y cánidos.
- Área de primates: Ambientes de monos
- Exhibición de los llanos: Colección de fauna silvestre de los llanos venezolanos
- Granja de contactó
- Merendero
- Parque infantil

## Colección animal
Entre los animales que han llegado a integrar la colección del parque, se destacan:

### Aves
| Foto | Nombre común                               | Nombre científico             |
| ---- | ------------------------------------------ | ----------------------------- |
|      | Guacamaya verde                            | Ara militaris                 |
|      | Guacamaya azul y amarilla                  | Ara ararauna                  |
|      | Guacamaya Bandera                          | Ara macao                     |
|      | Guacamaya Roja                             | Ara chloropterus              |
|      | Guacamaya Maracaná                         | Ara severus                   |
|      | Guacamaya de Barriga roja                  | Orthopsittaca manilatus       |
|      | Cotorra cabeciamarilla                     | Amazona barbadensis           |
|      | Loro real                                  | Amazona ochrocephala          |
|      | Loro guaro                                 | Amazona amazonica             |
|      | Loro Burrón                                | Amazona farinosa              |
|      | Vivito                                     | Forpus passerinus             |
|      | Perico calzoncito                          | Pionites melanocephalus       |
|      | Chacaraco                                  | Psittacara wagleri            |
|      | Carapaico                                  | Thectocercus acuticaudatus    |
|      | Cororra cabeciazul                         | Pionus menstruus              |
|      | Sorocua violeta                            | Trogon violaceus              |
|      | Tucán pico de frasco esmeralda             | Aulacorhynchus sulcatus       |
|      | Tilingo Cuellinegro                        | Pteroglossus aracari          |
|      | Tucán azul                                 | Andigena nigrirostris         |
|      | Tucán piquiverde / Piapoco Pico verde      | Ramphastos sulfuratus         |
|      | Guácharo                                   | Steatornis caripensis         |
|      | Guacharaca del Norte                       | Ortalis ruficauda             |
|      | Pauji copete de piedra                     | Pauxi pauxi                   |
|      | Pauji copete rizado                        | Crax daubentoni               |
|      | Pava andina                                | Penelope montagnii            |
|      | Titirijí / Lechuzon orejudo                | Bubo virginianus nacurutu     |
|      | Lechuza de campanario                      | Tyto alba                     |
|      | Mochuelo de Hoyo                           | Athene cunicularia            |
|      | Rey zamuro                                 | Sarcoramphus papa             |
|      | Zamuro negro                               | Coragyps atratus brasiliensis |
|      | Cataneja / Oripopo                         | Cathartes aura                |
|      | Gavilán andapie / Águila de Harris         | Parabuteo unicinctus          |
|      | Gavilán Tejé                               | Buteo albicaudatus            |
|      | Caricare encrestado / Chirigüare           | Caracara cheriway             |
|      | Caricare sabanero                          | Mivago chimachima             |
|      | Dará / Correcaminos / Alcaravan venezolano | Burhinus bistriatus           |
|      | Caracolero                                 | Haematopus palliatus          |
|      | Garza real                                 | Ardea alba                    |
|      | Gallito azul                               | Porphyrio martinicus          |
|      | Gallineta amaricana                        | Gallinula galeata             |
|      | Gallito de laguna                          | Jacana jacana                 |
|      | Polla caracolera                           | Aramides cajaneus             |
|      | Pato Mudo                                  | Cairina moschata              |

### Mamíferos
| Foto | Nombre común                       | Nombre científico           |
| ---- | ---------------------------------- | --------------------------- |
|      | Oso Frontino / Oso Andino          | Tremarctos ornatus          |
|      | Mono capuchino de cara blanca      | cebus albifrons             |
|      | Mono capuchino de cara negra       | Cebus olivaceus             |
|      | Mono machín                        | Sapajus apella              |
|      | Mono aragüato / Mono aullador rojo | Alouatta seniculus          |
|      | Mono araña del Norte               | Ateles hybridus             |
|      | Mono araña del sur                 | Ateles belzebuth            |
|      | Mono ardilla                       | Saimiri sciureus            |
|      | Mono de noche                      | Aotus lemurinus             |
|      | Mono tití cabeza de algodón        | Saguinus oedipus            |
|      | Osito melero                       | Tamandua tetradactyla nigra |
|      | Osito melero del norte             | Tamandua mexicana           |
|      | Oso palmero                        | Myrmecophaga tridactyla     |
|      | Cachicamo montañero                | Dasypus novemcinctus        |
|      | Pereza de tres dedos               | Bradypus variegatus         |
|      | Cuchi-Cuchi (Kinkajú)              | Potos flavus                |
|      | Coatí                              | Nasua nasua                 |
|      | Olingo                             | Bassaricyon alleni          |
|      | Mapache cangrejero                 | Procyon cancrivorus         |
|      | Mapache norteamericano             | Procyon lotor               |
|      | Cunaguaro                          | Leopardus pardalis          |
|      | Tigrillo                           | Leopardus tigrinus          |
|      | Güirito / Onza                     | Herpailurus yagouaroundi    |
|      | Puma / León americano              | Puma concolor               |
|      | Tigre mariposa / Jaguar            | Panthera onca               |
|      | Comadreja / Tayra                  | Eira barbara                |
|      | Huroncito gris                     | Galictis vittata            |
|      | Hurón                              | Mustela putorius            |
|      | Mapurite                           | Conepatus semistriatus      |
|      | Zorro común                        | Cerdocyon thous             |
|      | Danta amazónica                    | Tapirus terrestris          |
|      | Rabipelado / Zarigüeya             | Didelphis marsupialis       |
|      | Marmosa del desierto               | Marmosa xerophila           |
|      | Puercoespín arbóricola             | Coendou prehensilis         |
|      | Chigüire                           | Hydrochoerus hydrochaeris   |
|      | Picure grupa roja                  | Dasyprocta leporina         |
|      | Picure grupa negra                 | Dasyprocta fuliginosa       |
|      | Lapa                               | Cuniculus paca              |
|      | Ardilla colirroja                  | Sciurus granatensis         |
|      | Conejo de monte                    | Sylvilagus floridanus       |
|      | Baquiro de collar                  | Pecari tajacu               |
|      | Venado caramerudo                  | Odocoileus virginianus      |
|      | Venado Matacán                     | Mazama americana            |
|      | Venado matacán candelilla          | Mazama bricenii             |
|      | Dromedario                         | Camelus dromedarius         |

### Reptiles
| Foto | Nombre común                                      | Nombre científico                    |
| ---- | ------------------------------------------------- | ------------------------------------ |
|      | Caimán del Orinoco / Cocodrilo del Orinoco        | Crocodylus intermedius               |
|      | Caimán de la costa / Cocodrilo americano          | Crocodylus acutus                    |
|      | Baba / Babo / Caimán de anteojos                  | Caiman crocodilus                    |
|      | Anaconda / Culebra de agua                        | Eunectes murinus                     |
|      | Saruro                                            | Boa sp.                              |
|      | Boa tornasol                                      | Epicrates maurus                     |
|      | Verdegallo                                        | Leptophis coeruleodorsus             |
|      | Morrocoy Sabanero / Tortuga de patas rojas        | Chelonoidis carbonaria               |
|      | Mata-Mata                                         | Chelus fimbriatus                    |
|      | Tortuga Arrau                                     | Podocnemis expansa                   |
|      | Galápago llanero                                  | Podocnemis vogli                     |
|      | Terecay                                           | Podocnemis unifilis                  |
|      | Tortuga Chimpire                                  | Podocnemis erythrocephala            |
|      | Tortuga pechoquebrao' / Galápago Meón             | Kinosternon scorpioides              |
|      | Jicotea de Chichiriviche                          | Trachemys callirostris chichiriviche |
|      | Jicotea de orejas rojas / Tortuga de orejas rojas | Trachemys scripta                    |
|      | Jicotea mesoamericana / Tortuga pavo real         | Trachemys venusta                    |
|      | Tortuga cuello de serpiente                       | Phrynops geoffroanus                 |
|      | Galápago de Maracaibo                             | Rhinoclemmys diademata               |
|      | Mato de Agua                                      | Tupinambis teguixin                  |
|      | Iguana Verde                                      | Iguana iguana                        |

### Peces
| Foto | Nombre común                             | Nombre científico        |
| ---- | ---------------------------------------- | ------------------------ |
|      | Cachama                                  | Colossoma macropomum     |
|      | Temblador / Anguila eléctrica venezolana | Electrophorus electricus |
|      | Guppy                                    | Poecilia reticulata      |
|      | Guatopote                                | Poeciliopsis gracilis    |

### Invertebrados
| Foto | Nombre común                | Nombre científico             |
| ---- | --------------------------- | ----------------------------- |
|      | Tarántula azul de Paraguaná | Chromatopelma cyaneopubescens |
|      | Escolopendra gigante        | Scolopendra gigantea          |

### Especies silvestres
| Foto | Nombre común                                                      | Nombre científico         |
| ---- | ----------------------------------------------------------------- | ------------------------- |
|      | Tordo maizero                                                     | Gymnomystax mexicanus     |
|      | Tordo negro                                                       | Molothrus oryzivorus      |
|      | Gonzalito                                                         | Icterus nigrogularis      |
|      | Gecko cola de nabo                                                | Thecadactylus rapicauda   |
|      | Gecko Rayado                                                      | Gonatodes vittatus        |
|      | Visure azul                                                       | Cnemidophorus lemniscatus |
|      | Falsa mapanare de Paraguaná (Serpiente ojos de gato de Paraguaná) | Leptodeira bakeri         |
|      | Falsa coral blanca                                                | Tantilla semicincta       |

## Colección botánica
- Samán (Samanea saman)
- Samán margariteño (Albizia lebbeck)
- Cují (Prosopis juliflora)
- Dividivi (Caesalpinia coriaria)
- Ceiba (Ceiba pentandra)

## Directiva
| Dirección del Zoológico             |               |
| Presidente                          | Período       |
| Licda. Marisabel Aguirre de Santana | 1985-1994     |
| Ing. Agustín Santana                | 1985-1994     |
| M.V. Armando Martínez               | 1994-2001     |
| Licda. Milagros Montes              | 2001-2007     |
| Licda. Marisabel Santana            | 2007-2017     |
| Ing. Agustín Santana                | 2007-2017     |
| Licdo. Rafael Rodríguez             | 2017-presente |
| T.S.U. Luz Urdaneta                 | 2017-presente |

## Galería

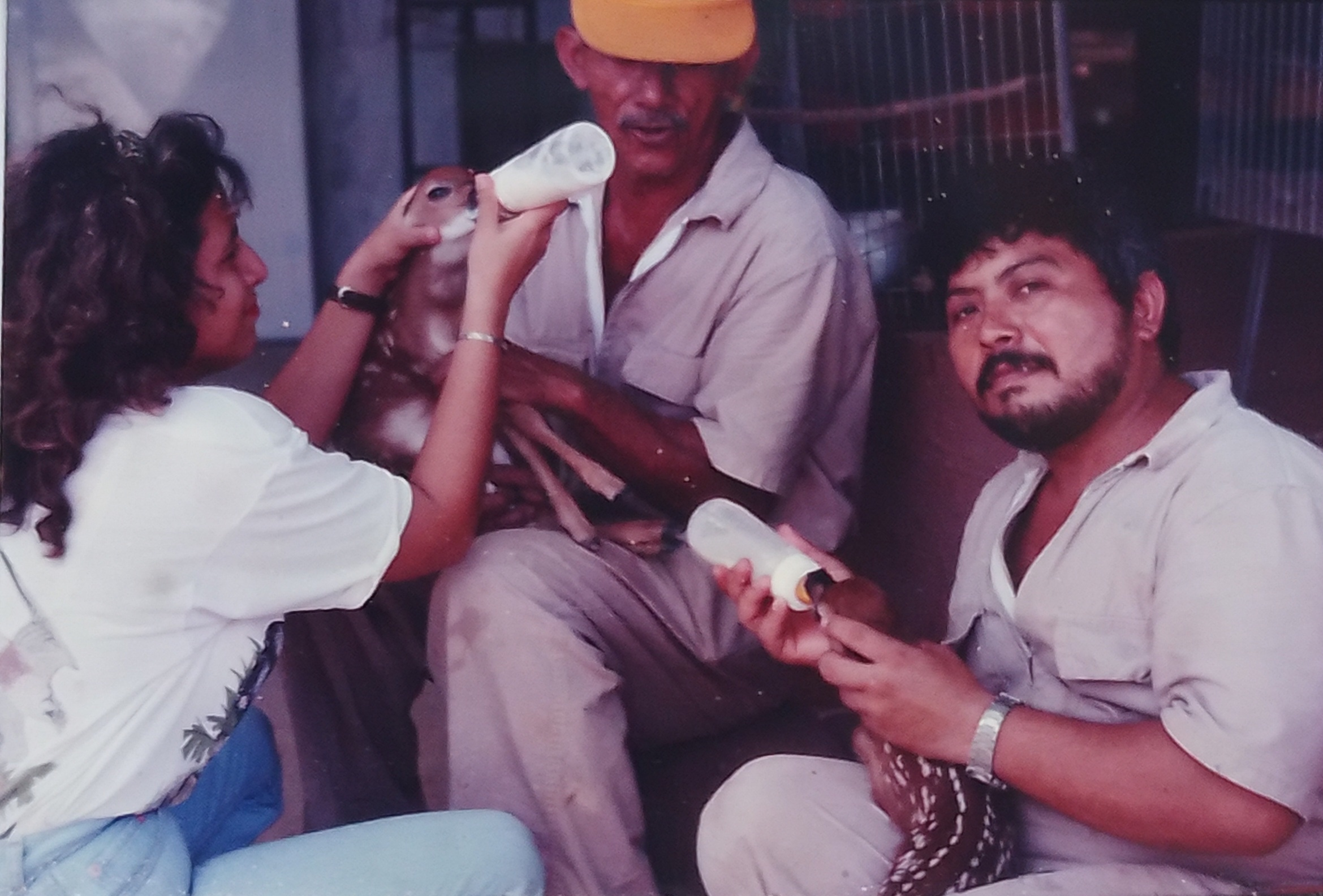
Equipo del Zoológico Gustavo Rivera / Zoológico de Paraguaná
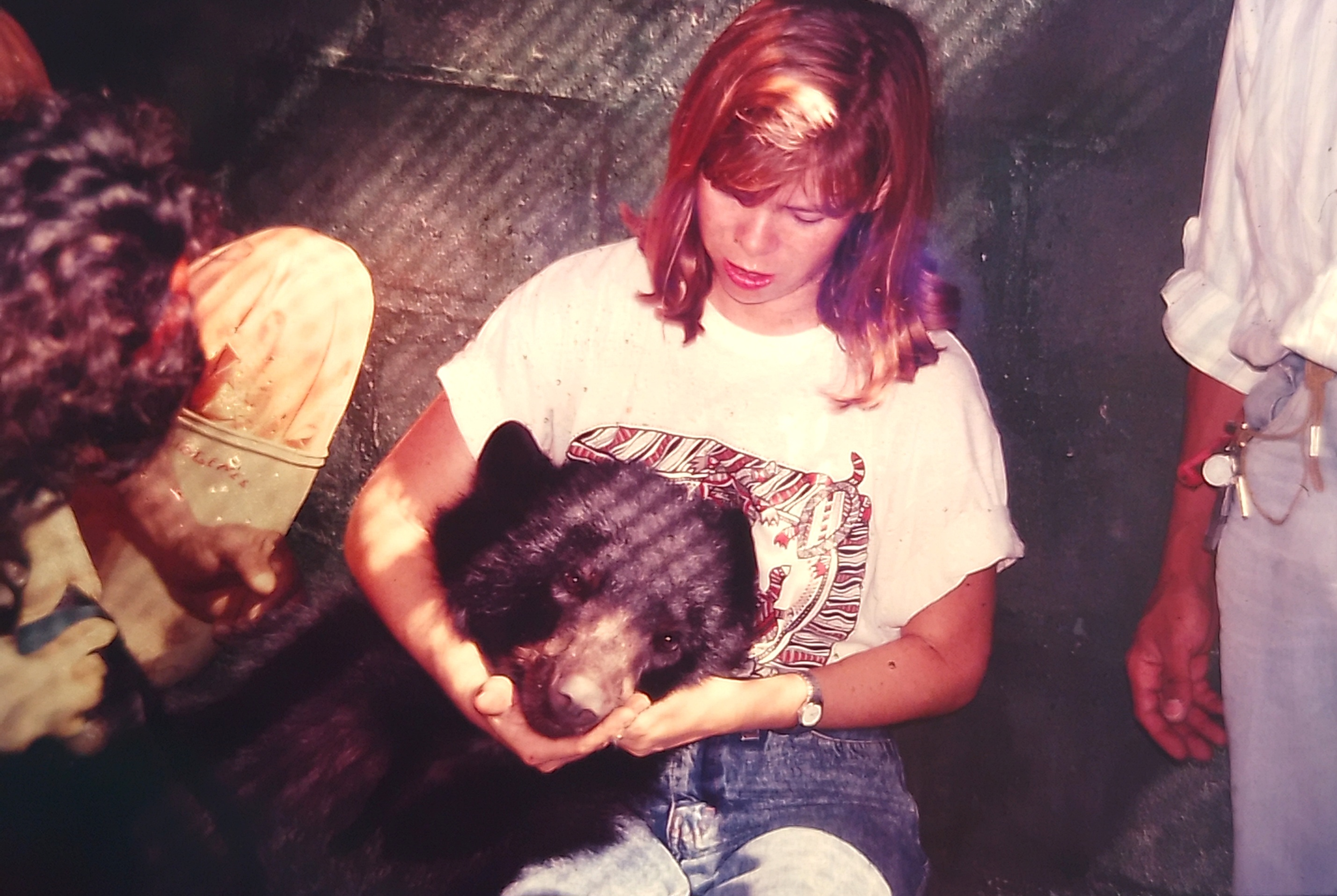
Revisión de Oso frontino
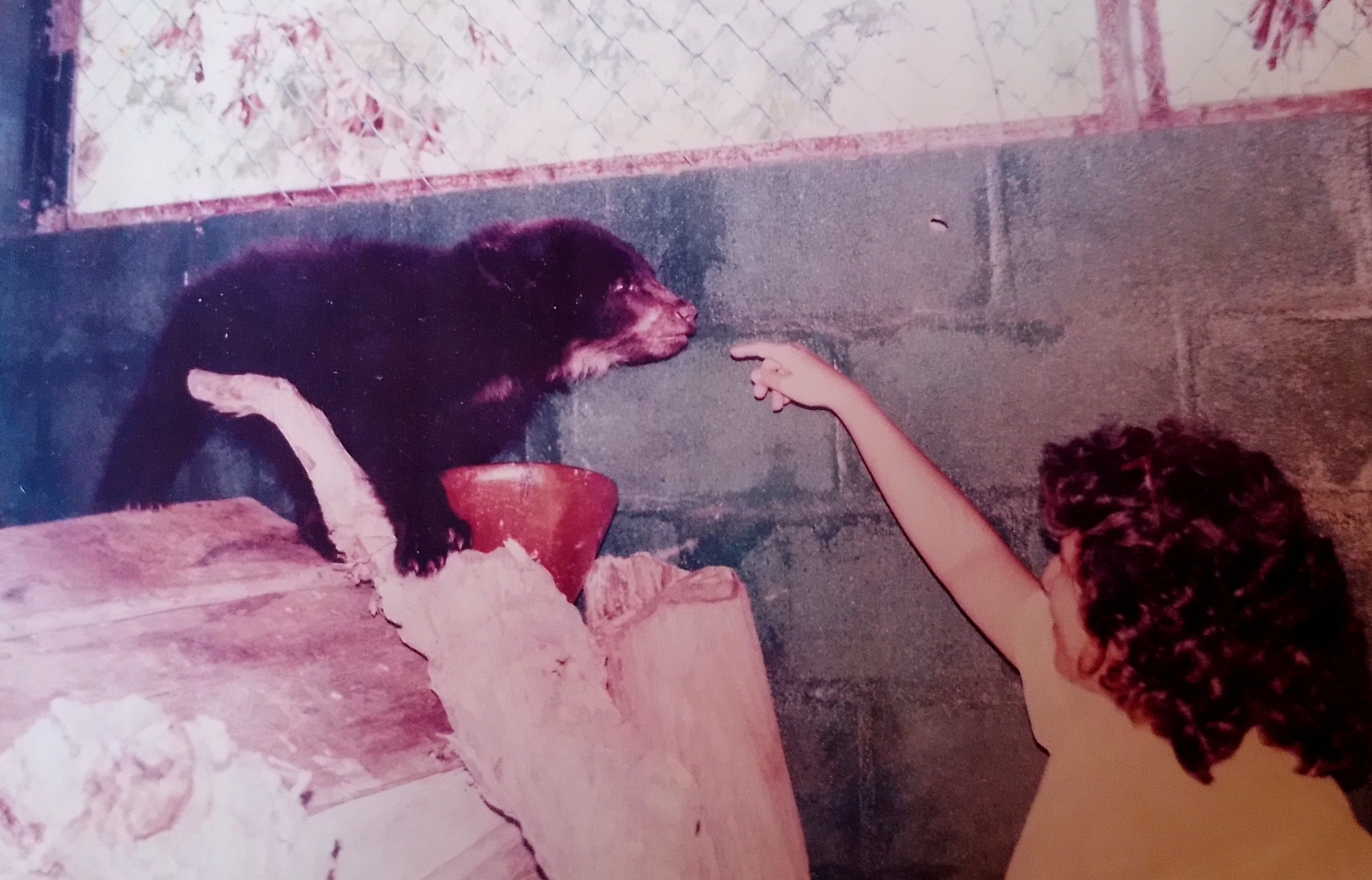
Oso Manuel de Uribante en 1992
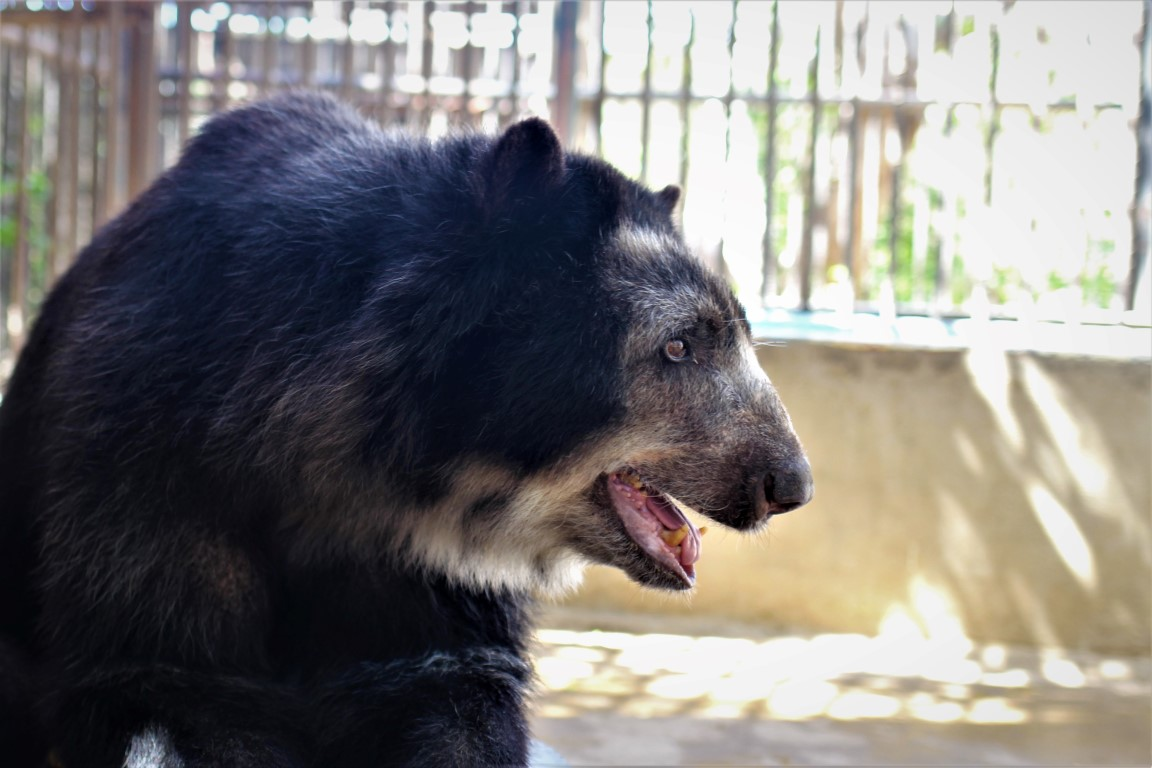
Oso Manuel de Uribante en 2022
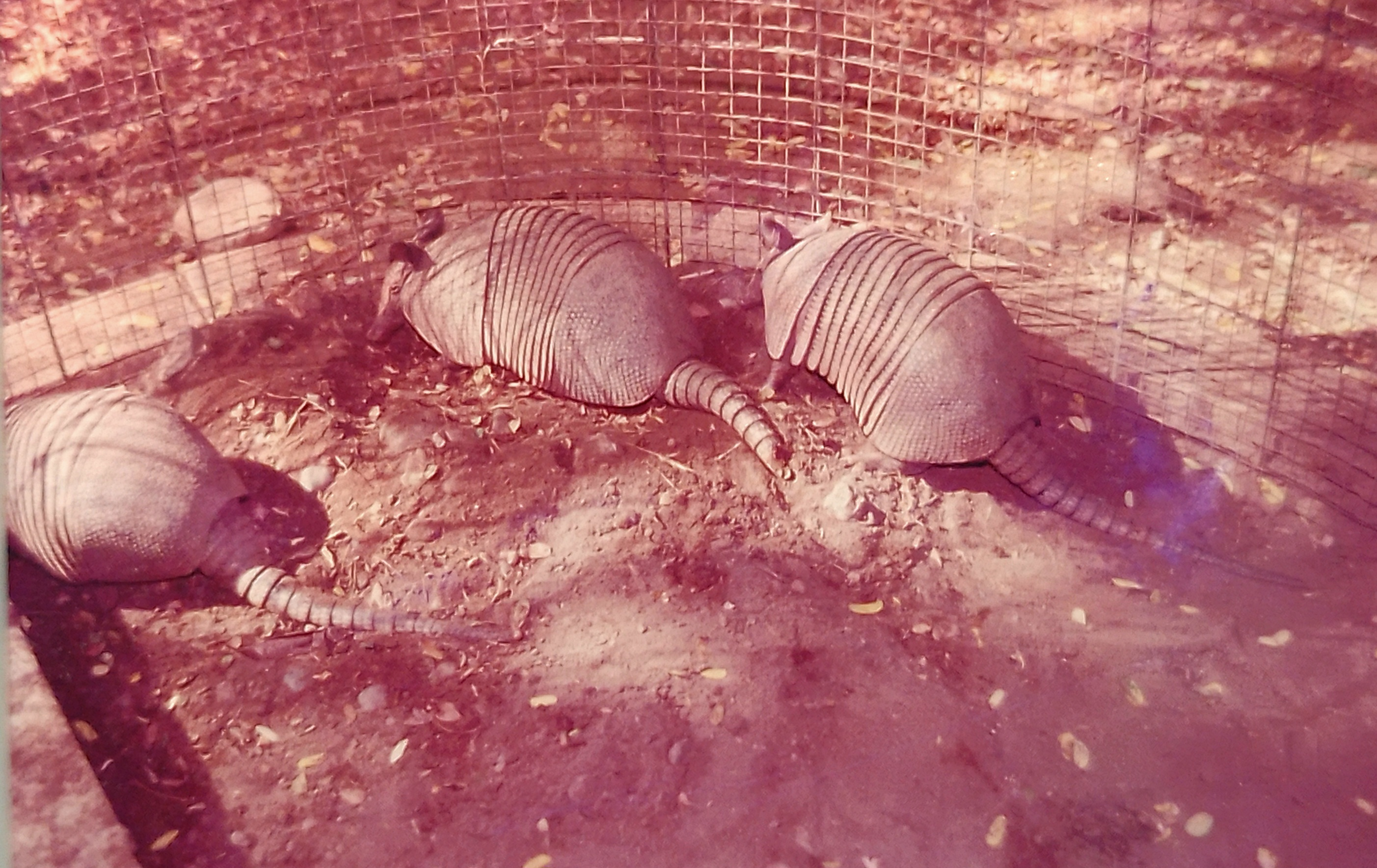
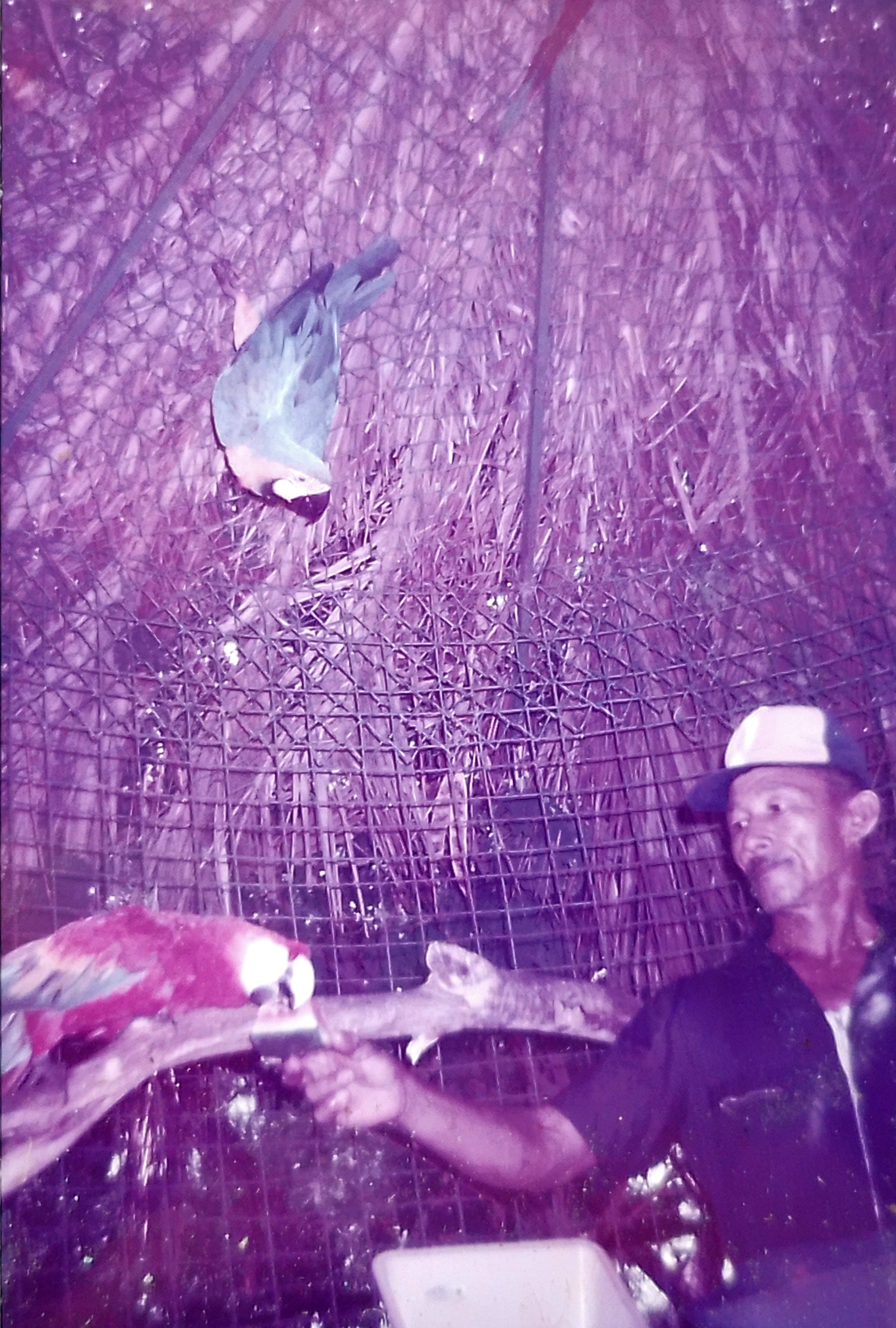
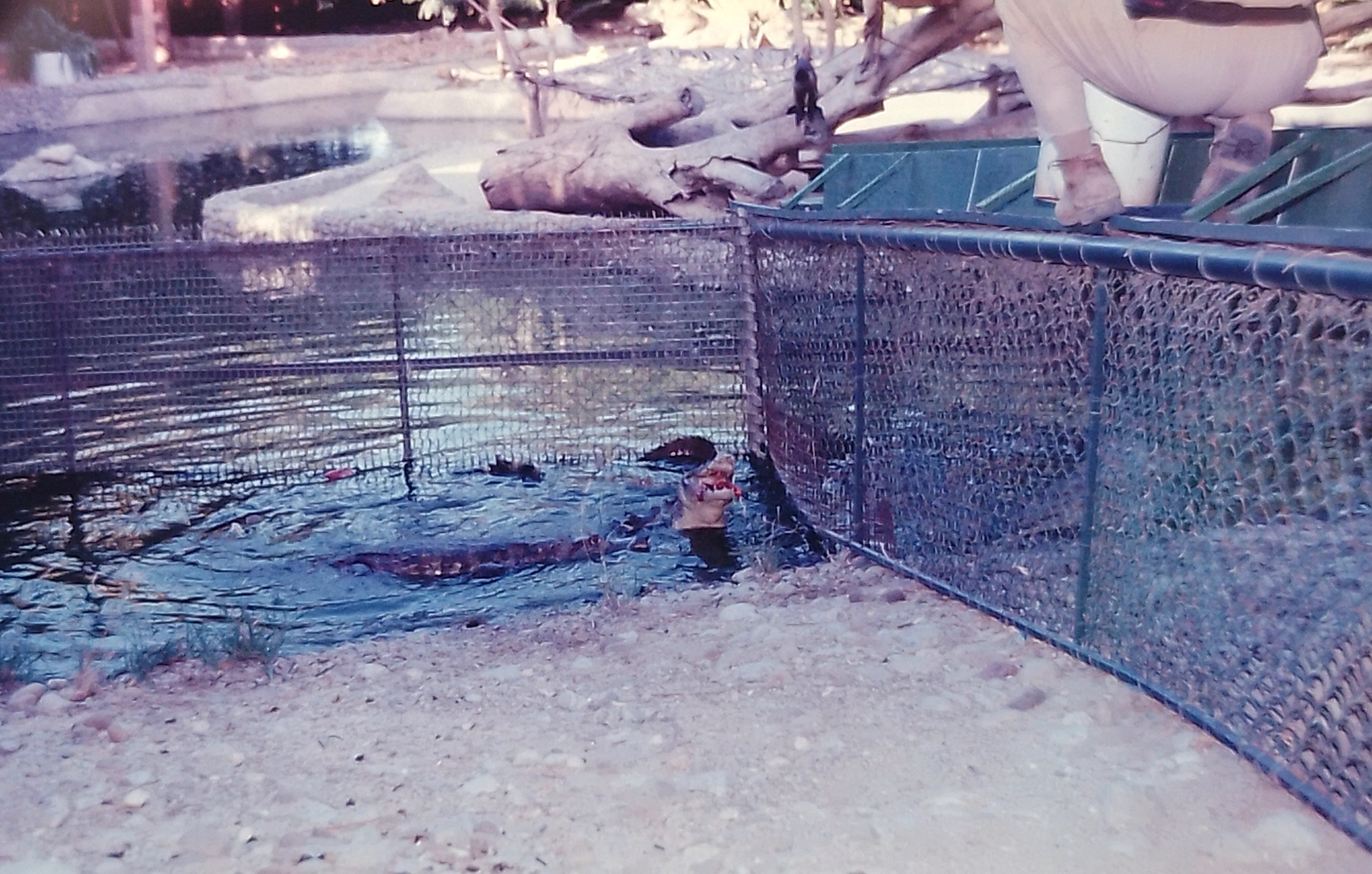
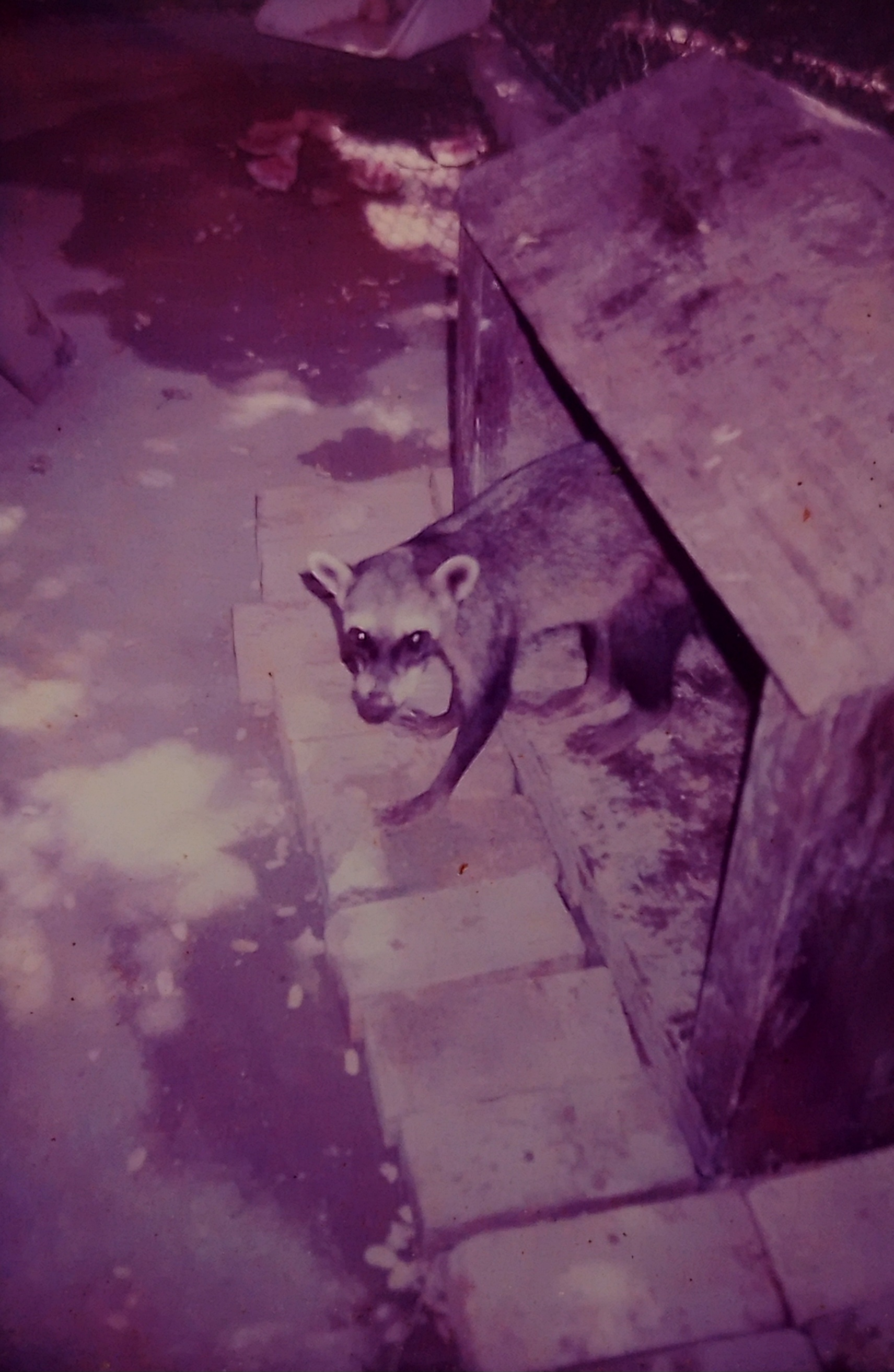
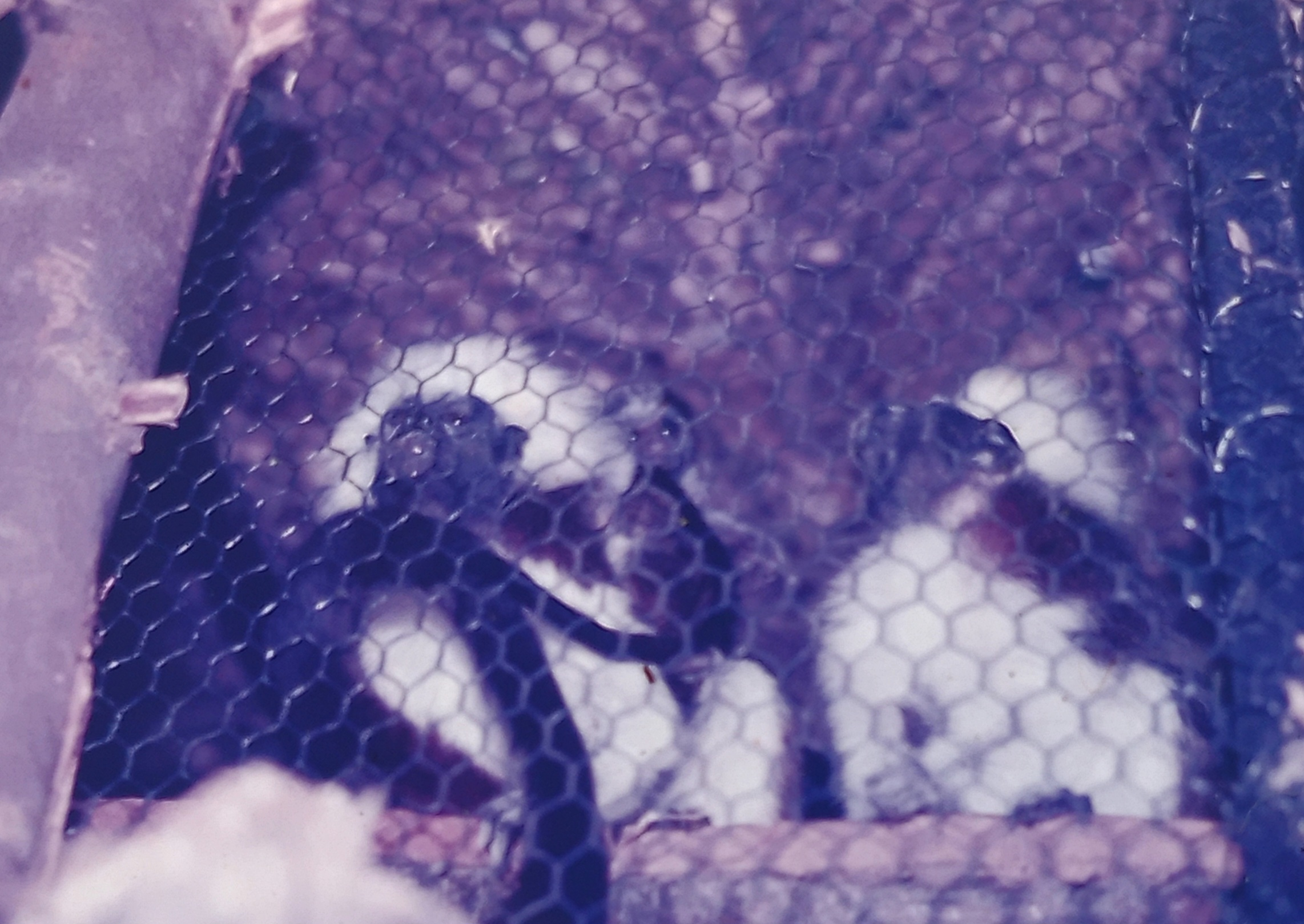